# 茹尔内
茹尔内（法語：Journet，法語發音：[ʒuʁnɛ]）是法国新阿基坦大区维埃纳省的一个市镇，位于该省东部，属于蒙莫里永区。

## 地理
茹尔内（46°27'49"N, 0°58'4"E）面积58.51 平方千米，位于法国新阿基坦大区维埃纳省，该省份为法国中西部省份，北起曼恩-卢瓦尔省和安德尔-卢瓦尔省，西接德塞夫勒省，南至夏朗德省，东南接上维埃纳省，东临安德尔省。
与茹尔内接壤的市镇（或旧市镇、城区）包括：贝蒂讷、安斯、茹埃、利格莱、蒙莫里永、圣莱奥梅尔、拉特里穆耶。

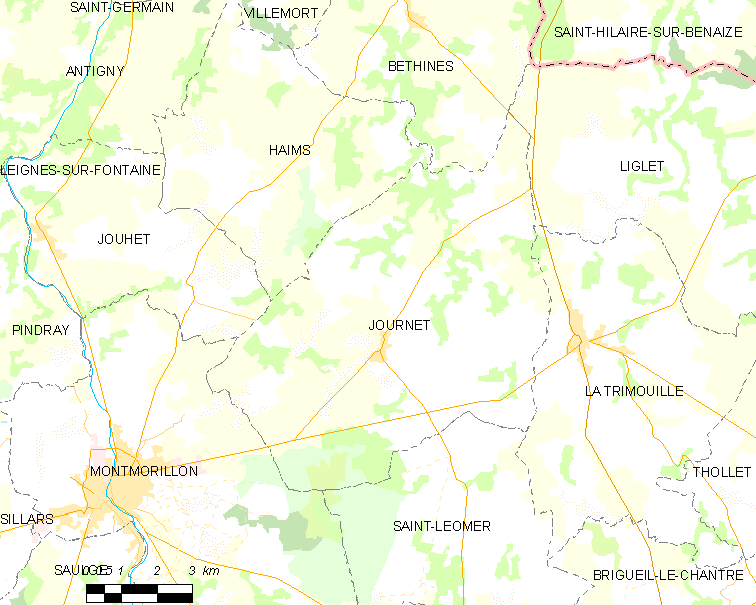
茹尔内的OSM定位图

茹尔内的时区为UTC+01:00、UTC+02:00（夏令时）。

## 行政
茹尔内的邮政编码为86290，INSEE市镇编码为86118。

## 政治
茹尔内所属的省级选区为蒙莫里永县。

## 人口

1962-2008年间茹尔内人口变化图示

茹尔内于2022年1月1日时的人口数量为368人。